# Judo als Jocs Olímpics d'Estiu de 2024 - +78Kg Femení
La prova de Judo de +78 Kg femenina als Jocs Olímpics de París 2024 serà la 9a edició de l'esdeveniment femení en unes Olimpíades. La prova es disputarà el 2 d'agost de 2024 al Grand Palais Éphémère, ubicat al Camp de Mart de la capital francesa.
La japonesa Akira Sone és la vigent campiona de la disciplina olímpica després de guanyar l'or als Jocs Olímpics de Tòquio 2020, en imposar-se a la final a la cubana Idalys Ortiz. Les medalles de bronze foren per l'azerbaidjanesa Iryna Kindzerska i per la francesa Romane Dicko.
L'equip de la Xina és la selecció més guardonada, amb 4 medalles d'or i 3 de bronze, en les 8 edicions que l'esdeveniment ha estat present als Jocs Olímpics. La cubana Idalys Ortiz, amb 1 medalla d'or, 2 medalles de plata i 1 medalla de bronze, és la judoka més guardonada en tota la història de la competició.

## Format
Totes les judokes classificades entraran en un sorteig, on les 8 millors classificades seran caps de sèrie. El format serà eliminatori on qui guanyi passarà de ronda i qui perdi quedarà eliminada fins als quarts de final. Les guanyadores d'aquesta ronda passaran a les semifinals i les perdedores aniran a la repesca, on jugaran entre elles i les guanyadores de la repesca passaran a jugar el combat per la medalla de bronze. Les guanyadores de les semifinals passaran a jugar la final per decidir qui guanya la medalla d'or i la medalla de plata. Les perdedores de les semifinals passaran a combatre per la medalla de bronze amb les guanyadores de la repesca.

## Classificació
França, com a país amfitrió ha classificat una atleta per a la competició. Les 16 places següents s'han assignat segons el rànquing olímpic mundial de la Federació Internacional de Judo, en els tornejos disputats entre el 24 de juny de 2022 i el 23 de juny de 2024. Cada país només pot aportar una judoka al campionat i en cas d'haver-n'hi més d'una classificada, cada federació ha hagut de decidir quina atleta competirà a les Olimpíades. A continuació hi ha hagut 100 places de representació continental que s'han repartit entre totes les categories. Aquesta categoria ha comptat amb 4 places sota aquesta premissa. A més, hi ha hagut una plaça per al Canadà com a invitació d'equips, 1 plaça per a l'Equip de Refugiats i 1 plaça per a Nicaragua com a plaça universal.
| Esdeveniment                   | Places | País                 | Atleta classificat          |
| ------------------------------ | ------ | -------------------- | --------------------------- |
| País amfitrió                  | 1      | França               | Romane Dicko                |
| Rànquing mundial classificació | 17     | Israel               | Raz Hershko                 |
| Rànquing mundial classificació | 17     | Turquia              | Kayra Ozdemir               |
| Rànquing mundial classificació | 17     | Corea del Sud        | Kim Ha-yun                  |
| Rànquing mundial classificació | 17     | Brasil               | Beatriz Souza               |
| Rànquing mundial classificació | 17     | Xina                 | Xu Shiyan                   |
| Rànquing mundial classificació | 17     | Japó                 | Akira Sone                  |
| Rànquing mundial classificació | 17     | Itàlia               | Asya Tavano                 |
| Rànquing mundial classificació | 17     | Portugal             | Rochele Nunes               |
| Rànquing mundial classificació | 17     | Sèrbia               | Milica Zabić                |
| Rànquing mundial classificació | 17     | Kazakhstan           | Kamila Berlikash            |
| Rànquing mundial classificació | 17     | Països Baixos        | Marit Kamps                 |
| Rànquing mundial classificació | 17     | Cuba                 | Idalys Ortiz                |
| Rànquing mundial classificació | 17     | Mongòlia             | Amarsaikhany Adiyaasüren    |
| Rànquing mundial classificació | 17     | Alemanya             | Renée Lucht                 |
| Rànquing mundial classificació | 17     | Bòsnia i Hercegovina | Larisa Cerić                |
| Rànquing mundial classificació | 17     | Nova Zelanda         | Sydnee Andrews              |
| Quota continental              | 4      | Tunísia              | Sarra Mzougui               |
| Quota continental              | 4      | Geòrgia              | Sophio Somkhishvili         |
| Quota continental              | 4      | Camerun              | Richelle Anita Soppi Mbella |
| Quota continental              | 4      | Índia                | Tulika Maan                 |
| Invitació d'Equip              | 1      | Canadà               | Ana Laura Portuondo Isasi   |
| Places universals              | 2      | Equip Refugiats      | Mahboubeh Barbari Zharfi    |
| Places universals              | 2      | Nicaragua            | Izayana Marenco             |

## Medaller històric
| Posició | País          | Or | Argent | Bronze | Total |
| ------- | ------------- | -- | ------ | ------ | ----- |
| 1       | Xina          | 4  | 0      | 3      | 7     |
| 2       | Japó          | 2  | 2      | 3      | 7     |
| 3       | Cuba          | 1  | 6      | 1      | 8     |
| 4       | França        | 1  | 0      | 3      | 4     |
| 5       | Azerbaidjan   | 0  | 0      | 1      | 1     |
| 5       | Regne Unit    | 0  | 0      | 1      | 1     |
| 5       | Eslovènia     | 0  | 0      | 1      | 1     |
| 5       | Rússia        | 0  | 0      | 1      | 1     |
| 5       | Corea del Sud | 0  | 0      | 1      | 1     |
| 5       | Alemanya      | 0  | 0      | 1      | 1     |